# Live at the Whiskey
Live at the Whiskey è un album dei Killers pubblicato nel 2001.

## Tracce
1. Impaler – 4:13
2. Wrathchild – 3:01
3. A Song For You – 4:09
4. Marshall Lokaw – 4:16
5. Children Of The Revolution – 4:46
6. Three Words – 6:08
7. Protector – 5:20
8. Die By The Gun – 4:07
9. Remember Tomorrow – 5:34
10. Phantom Of The Opera – 3:41
11. Sanctuary – 5:05